# Daniel Kenedy
Daniel Kenedy Pimental Mateus dos Santos (Bissau, 18 febbraio 1974) è un ex calciatore guineense naturalizzato portoghese, di ruolo centrocampista.

## Caratteristiche tecniche
Giocava come mediano.

## Palmarès
- Campionato portoghese: 2

Benfica: 1993-1994
Porto: 1997-1998
- Taça de Portugal: 3

Benfica: 1992-1993, 1995-1996
Porto: 1997-1998